# The StoryGraph
The StoryGraph (parfois abrégé en « StoryGraph ») est une application web de catalogage social pour les livres, concurrente de Goodreads (une plateforme similaire appartenant à Amazon). The StoryGraph a suscité l'intérêt après que Book Riot (site d'information littéraire) a couvert les atouts de la plateforme, notamment les recommandations davantage personnalisées pour les lecteurs, des options de critiques personnalisées (y compris des notations en demi-étoiles et quarts d'étoiles) et sa non-affiliation avec Amazon. Le StoryGraph utilise un modèle freemium où certaines fonctionnalités ne sont disponibles que dans le plan d'abonnement payant.

## Conception
The StoryGraph a été créé par l'ingénieur logiciel Nadia Odunayo en 2019, initialement comme un projet annexe pour consigner ses livres. Prenant compte de commentaires des utilisateurs de Goodreads et d'autres lecteurs, Odunayo s'est concentrée sur l'implémentation de systèmes de recommandations de livres personnalisées,,.

### Comparaison avec Goodreads
The StoryGraph est semblable à Goodreads, également un site web conçu pour les lecteurs afin de garder traces de leurs lectures, et  utilisant des métadonnées pour construire des profils de livres. Contrairement à Goodreads, The StoryGraph est davantage axé sur l'aspect de collection plutôt que sur l'aspect social, qu'a Goodreads. The StoryGraph permet aux lecteurs d'enregistrer et de noter leurs livres, d'interagir avec leurs amis sur la page communautaire et de lancer des challenges de lecture. Les habitudes de lecture des utilisateurs sont analysées par la plateforme pour établir des recommandations. Dans l'onglet « Statistiques » se trouve une évaluation de la bibliothèque de l'utilisateur, décomposée par humeur, rythme, longueur, genre, notation, etc. Cette fonction peut être améliorée, en s'abonnant, pour fournir des statistiques plus poussées. Contrairement à Goodreads, The StoryGraph propose la possibilité de donner des notations en demi ou en quart d'étoile.
Goodreads est considéré comme étant un monopole dans le domaine, ce qui limite la croissance de sites similaires. Tom Critchlow, un consultant en données basé au Royaume-Uni, a déclaré que la propriété de Goodreads par Amazon continuerait d'entraver le succès de plateformes alternatives « Amazon n'a jusqu'à présent pas montré de pitié dans ses relations avec ses concurrents. Si vous souhaitez être concurrentiel, vous avez besoin d'être de taille importante. Encore une fois, vous vous engageriez directement avec Amazon. » 

## Réception
The StoryGraph est une plateforme fonctionnelle, mais relativement nouvelle et elle a reçu des avis mitigés de la part des critiques et des utilisateurs. Chris M. Arnone de Book Riot a salué le fait que The StoryGraph ne soit pas affilié à Amazon, ainsi que sa distance avec les produits Amazon. Cependant, il a critiqué la plateforme pour son manque de forte communauté, déclarant : « c'est l'aspect le plus flagrant où The StoryGraph échoue comparé à Goodreads. La communauté sur Goodreads est énorme, avec plusieurs groupes et connexions aux réseaux sociaux pour pouvoir automatiquement ajouter des personnes que vous connaissez sur d'autres sites. The StoryGraph n'a rien de tout cela. Aucun lien API avec d'autres réseaux sociaux n'existe pour le moment. Cela signifie non seulement que vous ne pouvez pas importer d'amis depuis Facebook ou Twitter, mais que vous ne pouvez pas publier directement depuis The StoryGraph sur ces plateformes. Bien que cela puisse être quelque chose sur lequel ils travaillent, ce manque d'interaction possible a fait chuter ma critique de The StoryGraph. The StoryGraph propose bien la possibilité de rechercher des utilisateurs similaires en fonction de vos préférences de lecture. C'est seulement ça l'aspect communautaire actuellement. »  Mara Franzen, une autre rédactrice de Book Riot, a adopté un point de vue différent de celui de son collègue, affirmant : « Je suis une fan inconditionnelle de Goodreads depuis 2016, mais après avoir passé du temps sur Storygraph, je pense que cela soit possible que je fasse le changement. L'interface est beaucoup plus conviviale, et il m'a été recommandé tellement de livres qui m'intéressent vraiment. J'ai adoré pouvoir voir mes données de lecture et j'en ai même été un peu surprise. »
En janvier 2024, l’application a été si populaire que le grand nombre de nouvelles inscriptions a provoqué un plantage de leurs serveurs. Elle était de nouveau opérationnelle en quelques heures .